# EU-habitatområde
EU-habitatområde er et naturområde der er beskyttet efter EUs Habitatdirektivet fra 1992 (Rådets direktiv 92/43/EØF om bevaring af naturtyper samt vilde dyr og planter med senere ændringer) som forpligter EU's medlemsstater til at bevare naturtyper og arter, som er af betydning for EU. Det gøres ved at udpege habitatsområder for at bevare og genoprette vores natur. Hvert område er udvalgt for at beskytte bestemte naturtyper og arter af dyr og planter. Habitatdirektivet omfatter mere end 200 naturtyper og 700 arter af planter og dyr, hvoraf der findes ca. 60 naturtyper og mere end 100 arter i Danmark.
I Danmark findes der 261 habitatområder med et samlet areal på ca. 19.300 km², hvoraf hovedparten er hav.  Disse er sammen med fuglebeskyttelsesområder og ramsarområder samlet i 250 Natura 2000-områder, der i næste periode, 2022 til 2027 udvides til 257 områder